# 深遂幻想
《深遂幻想》（Depth Fantasia，ディプスファンタジア，簡稱DF），是由日本的HEADLOCK所製，Enix發行的一套線上遊戲。DF的製作者為知名製作人柴貴正（也為新作Belle-Isle的製作人）。
除了日本，DF也曾經登錄在台灣、香港及韓國。台灣代理商為大宇資訊，韓國代理商為Nexon。台版DF於2002年6月18日正式發售。之後，更推出了二隻資料片，分別是PUK1《深遂幻想～黃昏之王國》及PUK2《深遂幻想～重返達羅斯》，大宇資訊於2003年11月14日正式更新PUK1，可惜他並沒有代理PUK2，此事更引發起一連串的爭議。
DF雖然曾經被稱為日本第一線上遊戲及Dragon Quest（勇者鬥惡龍）的線上版，有一段非常光輝的日子，可惜最終都被遊戲界所淘汰。台版於2004年11月9日結束營運，韓版於同年12月31日結束營運，而日版則於2005年11月13日24:00結束營運。

## 深遂幻想故事

### DF故事簡介
里特斯島是由代表「艾羅克亞」的達羅斯王國所統治，因為地方偏遠，因此幾乎沒有外地訪客。有一天，位於里特斯島中央的起源之村受到妖魔襲擊，一名村民打倒妖魔之後，竟然發現其身上藏有寶石，更令人驚訝的是，這塊寶石就是說中之寶珠缺片──「生命之石」，擁有活化生命的未知力量。
「生命之石」的出現，吸引了不少冒險者，只是妖魔的活動也開始頻繁起來，原本的里特斯島只有山貓偶爾在深夜中出現，可是現在卻出現很多邪惡而兇猛的魔物，令村民非常煩惱，於是得知里特斯島狀況的達羅斯王國首都「帕拉堤姆」，便以探索「生命之石」和消滅妖魔為其目的，開始招募冒險者與傭兵。
　

### DF人物故事
- 愛堤那：引導冒險者的光之巫女，起源之村教會的修女。光之神的巫女是從村莊小孩中選出來的。她是最關心里特斯島變化的人之一。總是祈求著和平，並引導冒險者對抗黑暗勢力。她似乎非常愛慕白騎士 卡特·特勞森。

- 艾絲珮拉娜：孤獨的算命師。原本是一名冒險者，跟當時是魔法師的洛依一起走遍大陸。後來不知道為什麼，就在起源之村住了下來，從事算命與藥物的販賣。平常是大姐作風的她，被俯身預言時卻會散發神秘的氣質。

- 卡特·特勞森：受龍血詛咒的英雄。一天，起源之村被可怕的黑龍所襲擊，白騎士卡特挺身而出，跟龍戰鬥，甚至把黑龍打倒。可是，他在戰鬥中被龍血淋濕而受到詛咒，失去自控能力。為了不要傷害別人，他自我放逐到比亞雷斯宮殿，最終被冒險者打敗，解放多年受困的靈魂。

- 楊·帆：鑑定真偽的藝術家。被里特斯島出土七諸侯時代的陶瓷吸引，因而在起源之村定居，是一個利害的鑒定家及陶器商人，卻把陶器看成藝術品多於商品。因為對陶器的熱愛，而跟村中的貿易商相處不好。

- 亞倫·古雷格利：溫柔的強者。以前是在大陸擔任騎士團長的鍛造師，在辭掉騎士團長後，以冒險者身份打出名堂，但現已退休。沒有人知道他辭掉騎士團長的原因，當鍛造師的理由。他總是擔心留在大陸的獨生女。

- 黑騎士：孤高的黑色疾風。擁有白色長髮的黑騎士，非常神秘。他為了考驗冒險者的力量，常在迷宮之中遊蕩。他似乎跟大魔法師帕茲莫有一段過節。帥氣的他，曾被可愛的妖精莉露爾稱為黑色的蟑螂。

- 卡爾克斯·葛隆：追求大魔法的年輕魔術士。25歲就成為王宮魔術士的天才，為了探索遺跡而到里特斯島。但其真正目的為找尋大魔法師帕茲莫，追求王宮禁止的大魔法之謎，去復活因他實驗而死去的愛人。

- 蕾伊亞·伊利諾絲：像神話般的神秘女子。徘徊各地，治療受傷的冒險者，然後就消失的神秘女子。美麗而優雅的她醫術了得，不管傷勢多重都能一瞬間能治好。不求回報的她在里特斯島是個神話般的神秘人物。

- 格拉娜迪斯：清高驕傲的女盜賊。堅持以「只奪壞人的財物」原則的女盜賊，她的獵物都是走私份子、高利貸等惡劣的人。她的武器是巨大的斧頭，並自稱是貴族。

- 洛伊：可疑的村莊雕金師。雖然帶著可疑的氣質，但其實洛伊原本是一名聖職者，與艾絲珮拉娜搭檔。他跟著艾絲珮拉娜退出江湖，落腳於起源之村。平時與艾絲珮拉娜互相介紹客人。

- 亞爾曼德拉：操縱大刀的女保鑣。亞爾曼德拉是貿易商的保鑣。外觀極有魅力，身材超棒，卻從未有緋聞纏身。據說曾經在大陸與男友走散，而男友正是膚色黝黑的帥氣異國騎士。

- 妖精莉露爾：嬌小可愛的妖精。妖精只在里特斯島生存，也有會講話的。因為妖精多半有高級技能，所以想捕捉她們的人都幾乎會失敗。對無敵意的人，相當友好，也非常調皮可愛，所以常會看得到她與小朋友玩耍。曾經幫助冒險者趕走黑騎士，即使冒險者轉生，也未曾忘記過的妖精莉露爾，在各位冒險者心中，永遠佔有重要的地位。

### DF PUK1故事簡介
位於里特斯島東北方的艾羅克亞大陸，是被大約三十個大小不同的國家盤據的大陸，其中位於西南平原的達羅斯王國，是一個安定而繁榮的國家。連接里特斯島與艾羅克亞大陸的是「達夫利爾」港口。作為一個自由貿易的港口，「達夫利爾」港並沒有軍隊駐守。
在生命之石出現之後，在里特斯島出現在魔族越來越猖狂，終於都把目光移到艾羅克亞大陸上，把達夫利爾港毀滅。得知消息的達羅斯王國，立刻派出正規軍，以裝甲兵為主的精銳部隊「藍色軍團」到達艾羅克亞南方平原。數日之後，傳回來的竟是令全國震驚的消息，那就是藍色軍團被滅…
於是，達羅斯王國決定要把里特斯島封鎖，放逐所有與里特斯有關的人，使得一眾離鄉背井的冒險者無法回家。為了回到自己的故鄉，冒險者們不單要跟達羅斯王國裝甲兵團對抗，還要小心著入侵艾羅克亞大陸的「魔族」。

### DF PUK1新增NPC角色簡介
- 法蘭·法蘭：她就讀於達羅斯王國中央的「卡希米頓魔法學校」，是魔法學校裡放牛班的見習元素使，但是潛在的能力卻非常強。因為個性有點冒失的緣故，所以成績很差。她對於這次出現在艾羅克亞大陸上的魔族非常感興趣。

- 佐依：他是艾羅克亞大陸上非常有名的通緝犯。他那黑色緊身衣常讓人誤會他是魔族，但他可是一名不折不扣的人類。會像疾風一般在迷宮突然出現，搶奪冒險者的財物。

- 璐娜·貝爾貝特：她在剛出生的時候便被吸血鬼攻擊，痛心的雙親便把將用來當作魔法之鎖的銀製十字架項鍊，繫在她身上。平常的她是一位深愛著雙親的溫柔少女，可是隨著月亮的陰晴圓缺，她的身分也在普通的少女與吸血鬼之間不斷改變。

- 卡蘭·索爾：原本只是普通的礦工，但因城鎮被魔族毀滅，過度悲傷的他發瘋，變成狂戰士。自此之後，他會攻擊所有遇到他的人或物。唯一能控制他的憤怒的人就只有他行蹤不明的未婚妻。

- 夢妮卡·威爾海明娜·帕茲莫：外表看起來非常可愛的她，是在艾羅克亞大陸上，與「王立魔導軍」互相競爭的「魔術師公會」的其中一員。雖然在艾亞克羅戰爭中，「魔術師公會」對外宣稱是中立派，但是實際上依然派出了不少魔法師投入戰線，她便是其中的一個。夢妮卡正是大魔法師帕茲莫的孫女，常常被帕茲莫附身而無意識地發動強大的魔法。

- 影家：他是從非常遙遠的東方來到艾羅克亞大陸的武士，目的只有一個，便是鍛鍊自己。在他出身的國家，精靈與魔族一直處於戰爭狀態，但是他一點也不關心。一心只想當個浪人的他，絕不會提起自己的名號，事實上他是一名貴族。

### DF PUK2故事簡介
打倒了帕茲莫後，過了一陣子，傳來了達羅斯騎士團被解散的消息，白軍團長里希達無法再進到達羅斯城，於是委託冒險者們進去達羅斯，調查一下老騎士塞茲的狀況。
　　到達達羅斯城後，冒險者被擋在門外，幫一個青年送水色紙情書後，得到可以從地下牢前往城內的情報，突破地下牢後，也終於找到塞茲的冒險者們，卻意外捲入一場陰謀之中。
　　達羅斯城內現在是由大神官主導政事，他解散了騎士團，下令把冒險者們都趕走，而有一群不滿達羅斯政府統治的冒險者們，也集結成地下革命軍，冒險者們就是受達羅斯情報部的委託，希望能與這群革命軍牽上線。
　　要與革命軍領導見面，冒險者從一名吸血鬼裝扮的姊姊那邊得到情報（當然是用打的拿到的ｗ），前往迷路的地下五樓，見到了革命軍領導人史緹芬（就是穿黃色衣服，盜賊圖樣的女生），他只說了句要注意大神官之後，就逃走了。
　　打倒來襲的魔物，回到地面上的冒險者，又被情報部的幹員拉著去達羅斯城，此時雖然見到了大神官，但卻被趕了出來。於是情報部幹員克勞斯委託冒險者們去神殿調查大神官的資料。
　　神殿的歐巴桑修女艾米莉雅原來也是魔族變的，在「元‧兔女郎」的修女庫絲庫絲的「神聖之星」道具幫忙下，將歐巴桑修女變回魔物，但也中了陷阱，掉到神殿下面的迷宮中。好不容易打了出來，也將真正的歐巴桑修女救出來後，才一走出神殿，又碰到革命軍領導史緹芬說，魔法學校好像建立了一條通往魔界的路，希望冒險者們可以去阻止。
　　終於解決了魔法學校的問題後（怎解決的別問我ｗ），一走出魔法學校，就會聽到一陣笑聲，然後經過一連串的接觸，終於冒險者們被帶到了革命軍的總部，此時革命軍領導史緹芬說也要一起去，於是冒險者們去拜託情報部幹員克勞斯，克勞斯於是寫了封推薦信給史緹芬。靠著這張信，冒險者們與史緹芬一起進入兵士訓練所，在訓練所四樓碰到當初在地下牢碰到的那個女生，發現雙方對保護達羅斯國的理念與方法不合，於是幹起架了。
　　一走出兵士訓練所，就傳來革命軍總部被攻擊的消息，而革命軍領導史緹芬的弟弟菲力茲也被抓了。從之前那個長得像女吸血鬼的姊姊手中拿到「達羅斯城之翼」後，急忙飛過去，打倒四樓的樓王後，來到了達羅斯摩天閣。突破１～５樓的樓王後，可以在６樓的樓王前看到救出弟弟的史緹芬一行人。
　　到了８樓，大神官會把之前在兵士訓練所那邊，與冒險者理念不合的那個女生變成魔物，向冒險者們打過來。（到最後還是被大神官給騙了）
　　到了９樓，大神官說這次要拿出真本事來了，於是開打。
　　幹掉大神官，可以到１０樓，就是真正的九天魔王織田信長‧‧‧
　　打倒了織田信長‧‧‧不是，是打倒了達羅斯王後，他會回復原狀，緋色與白色軍團長，還有情報部的克勞斯也都會再次出現，可說是大團圓的Ｈａｐｐｙ　Ｅｎｄ。而達羅斯王為了表達對冒險者的謝意，會把「達羅斯騎士之證」送給冒險者。

## 遊戲特色
在2002年推出時，DF不同於一般線上遊戲，擁有主線故事而可以破關，不以職業去限制人物成長的自由，用轉生系統去加強等級系統。
DF也有不足的地方，包括遊戲畫面、無限輪迴的轉生系統，但卻是非常有參考價值的遊戲。

### DF遊戲特色

#### 擁有主線故事
DF擁有主線故事，可以破關。主線的進度會限制玩家的活動範圍。在DF中，玩家需打敗七龍一殭屍，奪回七寶珠才能轉生。
| 寶珠名稱 | 地方         | BOSS             |
| -------- | ------------ | ---------------- |
| 琥珀寶珠 | 奈奈爾墳場   | 僧侶殭屍         |
| 翡翠寶珠 | 馬爾多克洞窟 | 飛龍             |
| 水晶寶珠 | 納卡遺跡     | 雷龍             |
| 青玉寶珠 | 比雷亞斯宮殿 | 烏木龍、生命之源 |
| 緋色寶珠 | 綠林塔       | 堤亞每特         |
| 琉璃寶珠 | 卡巫·王離宮  | 銀龍             |
| 白玉寶珠 | 王城         | 最終龍王、殭屍龍 |

PUK1中，玩家也須把五大迷宮破了才能完成主線。
| 達夫利爾廢墟 |
| 巴扎魯特坑道 |
| 梅爾羅茲魔窟 |
| 山脈城塞     |
| 奧利亞火山   |

#### 轉生系統
轉生系統是DF的最大特色之一，人物在完成主線之後，會來到轉生之間，可選擇轉生，把裝備中的裝備融入自己的身體。轉生過後，人物會變回LV1，但基本能力值會提昇。一轉時，升級時所需經驗值減半。二轉時，升級時所需經驗值變成三分之一。頭十轉每轉道具頁加多一。
在DF推出初期，零轉名字為白色，一轉名字為深綠色，二轉名字為淺綠色，三轉以上為橙色。後來因為玩家的轉數越來越誇張，新增更多名字顏色。
| 轉生名字顏色改變 | (2002-11-26的更新) |
| ---------------- | ------------------ |
| 0次              | 白色               |
| 1 ~ 5次          | 深綠色             |
| 6 ~ 10次         | 淺綠色             |
| 11 ~ 20次        | 橘色               |
| 21 ~ 30次        | 淺橘色             |
| 31 ~ 40次        | 紫紅色             |
| 41次以上         | 桃色               |

在後期四之紋章推出時，名字顏色不再代表轉數的多寡，而是勢力的驅分。
老玩家的小回憶～在DF推出初期，是一名叫小祥的玩家長期為轉數榜之首。在DF後期，則為一名叫SSSS的玩家成為轉生次數之冠。在香港伺服器，有一名叫City的女性玩家在短時間內衝出14轉，但傳聞不久這位玩家便以高價將帳號賣給別人，之後轉生次數便大大減慢。
另一位老玩家的回憶~ 上面提的不知是哪個伺服器，水晶伺服器初期轉數榜首一直都是魔法極限，也是當時最強公會 星夜物語 的會長，一人玩三隻，個個皆上榜，在所有人還在十轉內時，他已經全部破百轉…

#### 輝石系統
輝石是用來跟武器融合的（除了護衛之石），共有19種輝石。分別是：力量的輝石、變化輝石、魔法輝石、魔法變化輝石、速度輝石、臨界輝石、黃金輝石、靈魂輝石、智慧輝石、混亂輝石、沉默輝石、石化輝石、睡眠輝石、慢速輝石、幻覺輝石、毒輝石、元素石、修護輝石、護衛之石。

#### 拍賣系統
在起源之村及PUK1的格拉那姆的地下街都設有拍賣會。玩家可以把自己的物品放在拍賣會拍賣，設置放置天數，讓其他玩家瀏覽及下標，非常方便。
在DF時期，因為拍賣結束後或被搶標時，錢會自動傳到身上，讓身在皇城又沒有布湼之翼只好死出去的玩家苦不堪言，幸好在後期已改善。

#### 戰鬥系統
DF用的是ATB戰鬥系統，簡單一句，半即時回合制。DF也有陣法系統及連鎖系統，增強戰略性。

#### 公會系統
在DF時代，公會分成二種，分別是據點公會及浮游公會。顧名思義，據點公會就是有大本營的公會。在里特斯島中，一共有16個據點。在帕爾道魯沙漠的綠洲、迪雷爾之森的村莊、路恩平原上的聚落、貝留頓山中小屋附近，各有四個據點。
要成立或加入公會，便要先去起源之村中的公會婆婆的家提出申請。一旦加入公會，便享有公會信功能、一隻新的守護神。要成立據點公會，合計會員數（包含公會會長在內）達到五個人以上、購地費用20000個金幣。
浮游公會如果要成為據點公會，便要對據點發動公會戰，以公會守護神來決定勝負。贏的話，便可以佔據該據點，成為據點公會。只是一旦進行過一次公會戰，便要等過了72個小時才能進行下一次的公會戰。
在PUK1中，公會系統也再次加強。

#### 職業系統
DF共有四大類別的職業，分別是戰士系、僧侶系、法師系、盜賊系，每個類別又分兩條成長路線。
| 戰士系         |        |                                  |                          |
| 職業等級       | 熟練度 | 職業                             |                          |
| 新手等級       | 1      | 戰士                             |                          |
| 專家等級       | 30     | 鬥士                             | 騎士                     |
| 大師等級       | 60     | 神鬼戰士                         | 聖騎士                   |
| 英雄級，變異階 | 90     | 劍聖～～～變異階～～狂戰士，武士 | 聖靈騎士～變異階～～領主 |

| 法師系         |        |                    |                              |
| 職業等級       | 熟練度 | 職業               |                              |
| 新手等級       | 1      | 魔術師             |                              |
| 專家等級       | 30     | 魔法師             | 魔導士                       |
| 大師等級       | 60     | 巫術師             | 魔導師                       |
| 英雄級，變異級 | 90     | 大魔法師～～符語師 | 通靈人～～～召奐師～死靈法師 |

| 僧侶系         |        |                            |                    |
| 職業等級       | 熟練度 | 職業                       |                    |
| 新手等級       | 1      | 僧侶                       |                    |
| 專家等級       | 30     | 武僧                       | 祭司               |
| 大師等級       | 60     | 武聖                       | 主教               |
| 英雄級～變異級 | 90     | 元素使～～～獸魔使～德魯依 | 聖主教～～～吸血鬼 |

| 盜賊系         |        |                          |                    |
| 職業等級       | 熟練度 | 職業                     |                    |
| 新手等級       | 1      | 盜賊                     |                    |
| 專家等級       | 30     | 強盜                     | 商人               |
| 大師等級       | 60     | 刺客                     | 貿易商             |
| 英雄級～變異級 | 90     | 探索者～～～忍者～獸化人 | 練金師～～～科學家 |

## 玩家心得
純以玩家角度看，DF的特色有2。
1. 自由度極高：玩家可以輕易在各職業做轉換，而且就算不同職業，也保留大量其它職業的技能。事實上到後期的玩家，每一個都是全職者，只是因主職業加成和特色技，導致一定程度的偏向。
2. 轉生和升級：能輕易的轉生和升級，三小時一個轉生加強能力，轉生後從1級升到100級只要兩天。而後者導致玩家的無限變強，變成遊戲公司一直無理的加強遊戲難度，最後還在怪物上出現處罰太強玩家的不合理技能。